# ビルマメダマガメ
ビルマメダマガメ（緬甸目玉亀、学名：Morenia ocellata）は、イシガメ科メダマガメ属に分類されるカメ。メダマガメ属の模式種。別名ビルマモレニアガメ、ワモンメダマガメ。

## 分布
和名ビルマメダマガメの「ビルマ」はミャンマーのことを指す。
ミャンマー南部固有種。

## 形態
最大甲長22cm。オスよりもメスの方が大型になる。背甲はややドーム状に盛り上がる。椎甲板には筋状の盛り上がり（キール）が入る。背甲の色彩は褐色。椎甲板と肋甲板には暗褐色を明褐色で囲った目玉のような斑紋（眼状斑）が入る。種小名ocellataは「眼状斑がある」の意。眼状斑は老齢個体では消失することもある。腹甲は黄褐色や淡黄色で、斑紋はない。
頭部は小型で、吻端はあまり突出しない。皮膚の色彩は褐色や緑褐色で、頭部から頸部にかけて左右に3本ずつ白く細い縦縞が入る。
幼体は後部縁甲板がやや尖るが、成長に伴い縁甲板は滑らかになる。

## 生態
三角州にある小規模な河川、湖、湿地、水路等に生息する。水棲傾向が非常に強く、日光浴のために上陸することもまずない。
食性は植物食で、水草や藻類等を食べる。
繁殖形態は卵生。

## 人間との関係
生息地では食用とされることもある。
ワシントン条約附属書Iに掲載され商業目的の商取引は禁止されているが、生息地での個体数は少なくないとされる。しかし食用の乱獲等により生息数は減少している。